# Agenti S.H.I.E.L.D. (2. řada)
Druhá řada amerického akčního televizního seriálu Agenti S.H.I.E.L.D. se zaměřuje na minulost a rodiče Skye a na Inhumany (lidé, kteří mají zvláštní nadpřirozené schopnosti. První díl řady byl USA odvysílán 23. září 2014 a poslední díl byl odvysílán 12. května 2015. V Česku se řada začala vysílat 26. února 2017 a skončila 19. března 2017. V Česku byla řada vysílána na stanici Nova Action. 

## Obsazení

### Hlavní role
| Clark Gregg          | Phil Coulson            |
| Ming-Na Wen          | Melinda May             |
| Brett Dalton         | Grant Ward              |
| Chloe Bennet         | Daisy Johnsonová / Skye |
| Iain De Caestecker   | Leo Fitz                |
| Elizabeth Henstridge | Jemma Simmonsová        |
| Nick Blood           | Lance Hunter            |
| Adrianne Palicki     | Bobbi Morseová          |

### Vedlejší role
| B. J. Britt        | Antoine Triplett             |
| Reed Diamond       | Daniel Whitehall             |
| Henry Simmons      | Alphonso „Mack“ MacKenzie    |
| Patton Oswalt      | Billy Koenig a Sam Koenig    |
| Adrian Pasdar      | Glenn Talbot                 |
| Simon Kassianides  | Sunil Bakshi                 |
| Kyle MacLachlan    | Calvin Johnson               |
| Ruth Negga         | Raina                        |
| Maya Stojan        | Kara Palamasová / Agentka 33 |
| Dichen Lachman     | Jiaying                      |
| Jamie Harris       | Gordon                       |
| Christine Adams    | Anne Weaverová               |
| Edward James Olmos | Robert Gonzales              |
| Luke Mitchell      | Lincoln Campbell             |

### Hostující role
| Hayley Atwell      | Peggy Carterová          |
| Neal McDonough     | Timothy "Dum Dum" Dugan  |
| Kenneth Choi       | Jim Morita               |
| Dylan Minnette     | Donnie Gill              |
| Tim DeKay          | Christian Ward           |
| Henry Goodman      | List                     |
| Jaimie Alexander   | Sif                      |
| J. August Richards | Mike Peterson / Deathlok |
| Cobie Smulders     | Maria Hillová            |

## Seznam dílů
| Č. v seriálu | Č. v řadě | Původní název                         | Český název                            | Režie                         | Scénář                                       | Premiéra v USA     | Premiéra v ČR                  | Sledovanost v USA (v milionech diváků) |
| ------------ | --------- | ------------------------------------- | -------------------------------------- | ----------------------------- | -------------------------------------------- | ------------------ | ------------------------------ | -------------------------------------- |
| 23           | 1         | Shadows                               | Stíny                                  | Vincent Misiano               | Jed Whedon a Maurissa Tancharoen             | 23. září 2014      | 26. února 2017                 | 5,98                                   |
| 24           | 2         | Heavy is the Head                     | Těžká je hlava                         | Jesse Bochco                  | Paul Zbyszewski                              | 30. září 2014      | 27. února 2017                 | 5,05                                   |
| 25           | 3         | Making Friends and Influencing People | Jak získávat přátele a působit na lidi | Bobby Roth                    | Monica Owusu-Breenová                        | 7. října 2014      | 28. února 2017                 | 4,47                                   |
| 26           | 4         | Face My Enemy                         | Tváří v tvář nepříteli                 | Kevin Tancharoen              | Drew Greenberg                               | 14. října 2014     | 1. března 2017                 | 4,70                                   |
| 27           | 5         | A Hen in the Wolf House               | Slípka ve vlčím doupěti                | Holly Dale                    | Brent Fletcher                               | 21. října 2014     | 2. března 2017                 | 4,36                                   |
| 28           | 6         | A Fractured House                     | Rozbitý dům                            | Ron Underwood                 | Rafe Judkins a Lauren LeFrancová             | 28. října 2014     | 3. března 2017                 | 4,44                                   |
| 29           | 7         | The Writing on the Wall               | Na zdi vyryté                          | Vincent Misiano               | Craig Titley                                 | 11. listopadu 2014 | 4. března 2017                 | 4,27                                   |
| 30           | 8         | The Things We Bury                    | To, co chceme pohřbít                  | Milan Cheylov                 | DJ Doyle                                     | 18. listopadu 2014 | 5. března 2017                 | 4,58                                   |
| 31           | 9         | ...Ye Who Enter Here                  | Ty, kdož dovnitř vcházíš               | Billy Gierhart                | Paul Zbyszewski                              | 2. prosince 2014   | 6. března 2017                 | 5,36                                   |
| 32           | 10        | What They Become                      | Čím se stanou                          | Michael Zinberg               | Jeffrey Bell                                 | 9. prosince 2014   | 7. března 2017                 | 5,29                                   |
| 33           | 11        | Aftershocks                           | Dozvuky                                | Billy Gierhart                | Maurissa Tancharoen a Jed Whedon             | 3. března 2015     | 8. března 2017                 | 4,48                                   |
| 34           | 12        | Who You Really Are                    | Co jsi vlastně zač                     | Roxann Dawsonová              | Drew Z. Greenberg                            | 10. března 2015    | 9. března 2017                 | 3,80                                   |
| 35           | 13        | One of Us                             | Jeden z nás                            | Kevin Tancharoen              | Monica Owusu-Breenová                        | 17. března 2015    | 10. března 2017                | 4,34                                   |
| 36           | 14        | Love in the Time of Hydra             | Láska za časů Hydry                    | Jesse Bochco                  | Brent Fletcher                               | 24. března 2015    | 11. března 2017                | 4,29                                   |
| 37           | 15        | One Door Closes                       | Dveře se zavírají                      | David Solomon                 | Lauren LeFrancová a Rafe Judkins             | 31. března 2015    | 12. března 2017                | 4,26                                   |
| 38           | 16        | Afterlife                             | Eden                                   | Kevin Hooks                   | Craig Titley                                 | 7. dubna 2015      | 13. března 2017                | 4,24                                   |
| 39           | 17        | Melinda                               | Melinda                                | Garry A. Brown                | DJ Doyle                                     | 14. dubna 2015     | 14. března 2017                | 4,04                                   |
| 40           | 18        | The Frenemy of My Enemy               | Nepřítel mého nepřítele                | Karen Gaviola                 | Monica Owusu-Breenová                        | 21. dubna 2015     | 15. března 2017                | 4,45                                   |
| 41           | 19        | The Dirty Half Dozen                  | Půltucet špinavců                      | Kevin Tancharoen              | Brent Fletcher a Drew Z. Greenberg           | 28. dubna 2015     | 16. března 2017                | 4,57                                   |
| 42           | 20        | Scars                                 | Jizvy                                  | Bobby Roth                    | Rafe Judkins a Lauren LeFrancová             | 5. května 2015     | 17. března 2017                | 4,45                                   |
| 43–44        | 21–22     | S.O.S.                                | S.O.S.                                 | Vincent MisianoBilly Gierhart | Jeffrey BellJed Whedon a Maurissa Tancharoen | 12. května 2015    | 18. března 201719. března 2017 | 3,88                                   |